# 漳龙坎铁路
漳龙坎铁路自福建省漳平市至福建省永定县坎市镇，全长98公里。由原漳龙铁路和龙坎铁路组成。现与梅坎铁路、广梅汕铁路龙川至梅州段合为漳龙铁路（漳平至龙川）。
建于1958-1961年。是为开发闽西南而建的铁路支线。沿线煤炭资源丰富，且有丰富的木材、毛竹资源。至今未实行电气化。

## 与其它铁路的连接
- 漳平：鹰厦铁路。
- 坎市：梅坎铁路。
- 龙岩：赣龙铁路、龙厦铁路。